# Sooke Mountain Park
Sooke Mountain Park är en park i Kanada.   Den ligger i provinsen British Columbia, i den sydvästra delen av landet, 3 600 km väster om huvudstaden Ottawa. Sooke Mountain Park ligger 359 meter över havet.
Terrängen runt Sooke Mountain Park är kuperad. Närmaste större samhälle är Langford, 11,2 km öster om Sooke Mountain Park. 
I omgivningarna runt Sooke Mountain Park växer i huvudsak barrskog. Runt Sooke Mountain Park är det ganska tätbefolkat, med 60 invånare per kvadratkilometer.